# كويلاس (أرغوليس)
كويلاس (Κοιλάς) هي مدينة في أرغوليس في مقاطعة كينتريكي إلادا في اليونان.[متى؟]